# Daniel Heinrich Hering
Daniel Heinrich Hering (* 1. Dezember 1722 in Stolp, Hinterpommern; † 21. August 1807) war ein reformierter Theologe. Er war Oberkonsistorialrat in Breslau, Inspektor für Schlesien und verfasste zahlreiche Schriften zur Geschichte der reformierten Kirche in Brandenburg-Preußen sowie zu weiteren historischen und theologischen Themen.

## Leben
Sein Vater Heinrich Hering war Kaufmann, seine Mutter war Dorothea Elisabeth Müller. Daniel Heinrich besuchte zunächst die Schulen in Stolp, seit 1734 die Friedrichsschule in Küstrin und seit 1738 das Joachimsthalsche Gymnasium in Berlin. In jenem Jahr wechselte er an das Theologische Seminar in Berlin und studierte von 1741 Theologie in Halle.
Seit 1743 war Daniel Heinrich Hering Informator (Hauslehrer) bei dem Schlosshauptmann Paul Friedrich von Kamecke in Berlin und Prötzel. In dieser Zeit wurde er ordentliches Mitglied der Gelehrten-Gesellschaft in Berlin.
1757 wurde er zum Prediger an der reformierten Johanniskirche in Neustadt-Eberswalde berufen. 1759 wurde Hering dritter Domprediger am Dom zu Halle. 1765 wurde er zweiter Prediger an der Parochialkirche in Breslau und Direktor der neugegründeten reformierten Real-Schule (seit 1776 Friedrichs-Schule). 1783 wurde Daniel Heinrich Hering zum ersten Prediger an der Parochialkirche und Oberkonsistorialrat berufen. Seit 1787 (oder 1789) war er Inspektor für das Kirchen- und Schulwesen in Schlesien. 1803 gab er dieses Amt auf und starb 1807 im Alter von 84 Jahren.
Hering machte sich insbesondere als Geschichtsschreiber der reformierten Kirche in Brandenburg-Preußen einen Namen. Er veröffentlichte auch einen lutherisch-reformierten Katechismus, der bis in die Mitte des 19. Jahrhunderts im Gebrauch war.

## Schriften (Auswahl)
- Vier Predigten von der Christlichen Kinderzucht. Curt, Halle 1763 (Digitalisat).
- Historische Nachricht von dem ersten Anfang der Evangelisch-Reformirten Kirche in Brandenburg und Preußen unter dem gottseligen Churfürsten Johann Sigismund: nebst den drey Bekentnißschriften dieser Kirche. Curt, Halle 1778 (Digitalisat).
- Kurzer Unterricht in der christlichen Lehre für Kinder beyder Evangelischen Theile. Zum Gebrauch in den Land-Schulen des Fürstenthums Cöthen. Schöndorf, Köthen 1783 (Digitalisat).
- Geschichte des ehemaligen berühmten Gymnasiums zu Beuthen an der Oder. Graß, Breslau 1784 (u.ö.) (Digitalisat).
- Beiträge zur Geschichte der Evangelisch-Reformierten Kirche in den Preußisch-Brandenburgschen Ländern. Zwei Bände. Meyer, Breslau 1784/1785 (Digitalisat Bd. 1; Digitalisat Bd. 2).
- Neue Beiträge zur Geschichte der Evangelisch-Reformierten Kirche in den Preußisch-Brandenburgschen Ländern. Zwei Bände. Meyer, Breslau 1786/1787.
- Kurzer Unterricht in der christlichen Lehre. Meyer, Breslau 1796 (Digitalisat).